# Snäckedal

Snäckedal är ett gravfält beläget 250 meter norr om Snäckedals gård i Misterhults socken i Oskarshamns kommun i Småland. Gravfältet är daterat till bronsåldern, är 110 gånger 100 meter stort och består av 26 fornlämningar. Dessa utgöres av fem gravrösen varav två med brätten, 13 runda stensättningar, fem rektangulära stensättningar och två skeppsformiga stensättningar samt ett uppallat block. En skeppsformig stensättning (ej att förväxla med skeppssättning) är 40 meter lång och sju meter bred och har en kantkedja med två tydliga stävstenar där den västra är 1,3 meter hög. Det största röset är 21 meter i diameter och tre meter högt.
I omgivningarna finns omkring 200 utspridda gravar, vanligen rösen och stensättningar. Även skärvstenshögar och skålgropar har påträffats. För 3000 år sedan gick havet ända upp hit och då låg troligen här en betydande bronsåldersboplats vid den dåtida Östersjökusten.

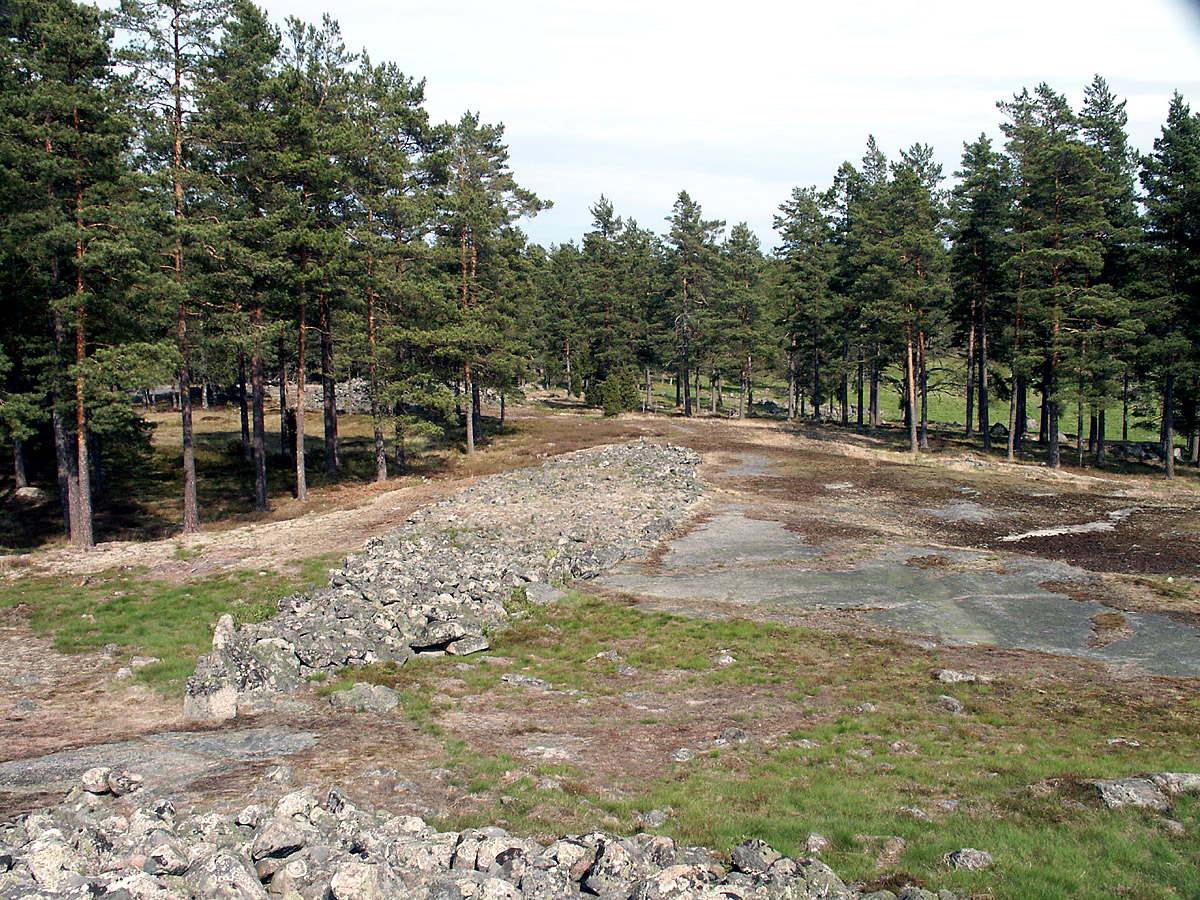
Skeppssättning på Snäckedalsgravältet, Misterhult socken